# Paracoccus larinus
Paracoccus larinus är en insektsart som beskrevs av De Lotto 1975. Paracoccus larinus ingår i släktet Paracoccus och familjen ullsköldlöss. Inga underarter finns listade i Catalogue of Life.